# 岡田井蔵

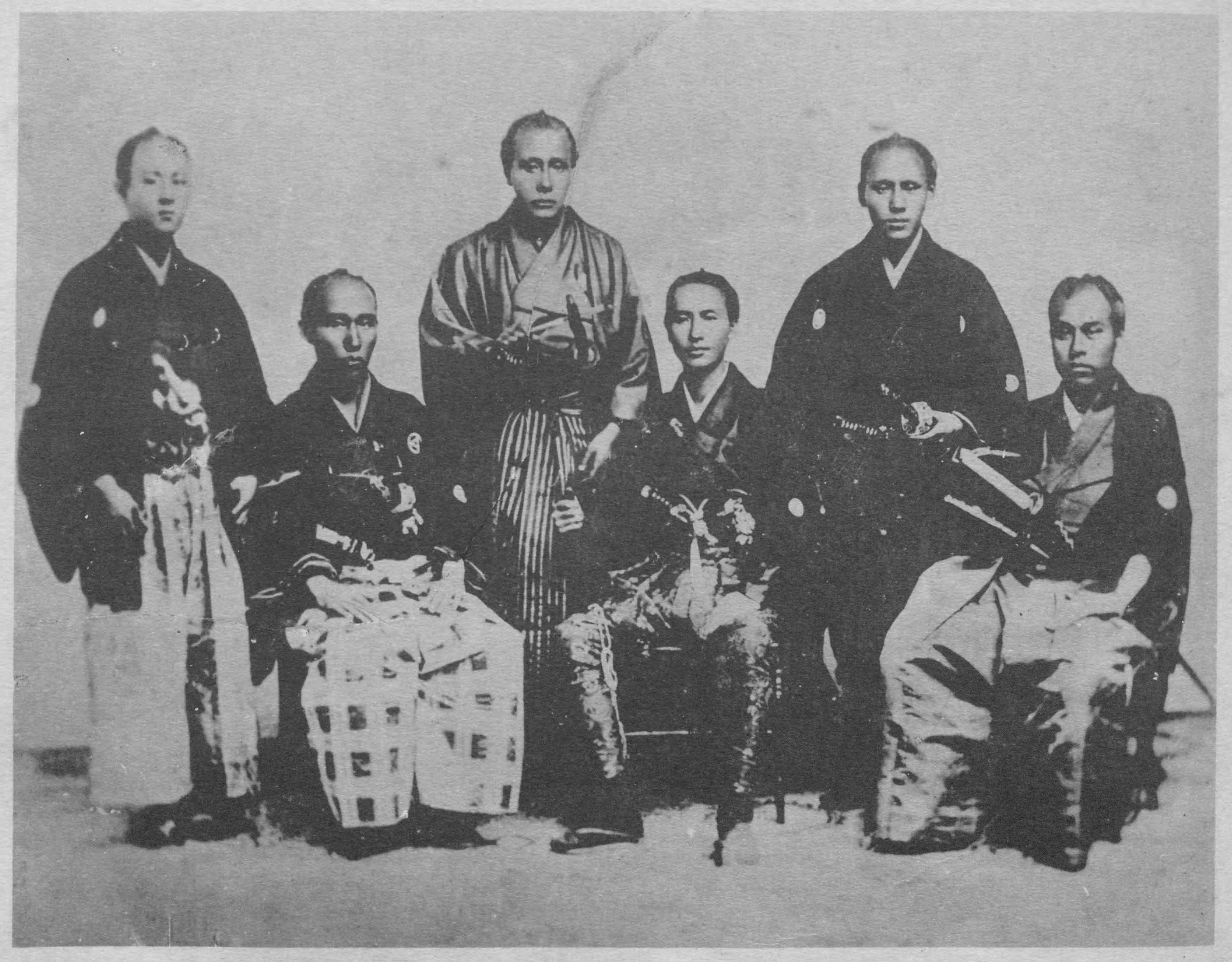
咸臨丸の乗船者達　1860年、サンフランシスコにて。前列右から、福澤諭吉、肥田浜五郎、浜口興右衛門、後列右から、岡田井蔵、小永井五八郎、根津欽次郎。

岡田 井蔵（おかだ せいぞう、天保8年1月20日（1837年2月24日） - 明治37年（1904年）7月28日）は、日本の武士（幕臣）、海軍技官。諱は敬感。写真が岡田以蔵のものと混同されることがあるが、別人である。なお、以蔵をモデルとした写真、肖像画は現存しない。

## 略歴
西丸一番組御徒岡田定十郎と香山氏の四男として江戸に生まれる。両親が早く亡くなり兄、増太郎の厄介となる。天保14年（1843年）に兄が御徒から浦賀奉行所組与力に昇進したため、浦賀に移る。1852年、昌平黌に入学し、漢学を修めた。
安政3年（1856年）に長崎海軍伝習所の第2期生に選ばれ、機関学を学んだ。その後、安政6年（1859年）に軍艦操練所教授方手伝出役となる。万延元年（1860年）、「咸臨丸」が渡米したときの見習士官赤松大三郎、小杉雅之進、根津欽次郎らの1人であり、蒸気方見習を務めた。
帰国後は「朝陽丸」の機関士官となり、小笠原諸島の入植、徳川家茂上洛時の警護などに当たる。軍艦蒸気役一等（場所高300俵外役扶持十三人扶持 席軍艦役並の次）にまで昇進した
幕府の崩壊後は上総に逃れたが、明治3年（1870年）に工部省准十四等出仕となり、横須賀製鉄所に製図掛の責任者として勤務。明治4年（1871年）に主船少師（十等官）、明治15年（1882年）に海軍一等師（八等官）、明治17年（1884年）に横須賀造船所製図掛機械部主任、機械課工場長を務めた。明治19年（1887年）に非職となり、墓碑には明治22年（1889年）に退職したとある。砲艦「磐城」（ばんじょう）、巡洋艦「海門」などの設計を手がけたという。

## 親族
- 中島三郎助 - 岡田定十郎の長女、すずの夫、定十郎は中島の父、中島清司永豊の実弟である。
- 香山栄左衛門 - 岡田定十郎の三女、きん子の夫